# 试亚铁灵
试亚铁灵是一种配位化合物，化学式为[Fe(o-phen)3]SO4，其中o-phen为1,10-菲啰啉的缩写。
该配合物可以用于化学分析。其活性组分[Fe(o-phen)3]2+是一种發色團，可以被氧化为三价铁的衍生物[Fe(o-phen)3]3+。在 1 M硫酸中，其氧化还原电位差为+1.06 V。它也常用作B-Z反应的显色指示剂。
衍生物硝基试亚铁灵（nitroferroin）是Fe(II)与5-硝基-1,10-菲啰啉的配合物，转换电勢为+1.25 V。